# Generaldirektion Verteidigungsindustrie und Weltraum
Die Generaldirektion Verteidigungsindustrie und Weltraum (DEFIS für englisch Defence Industry and Space) ist eine Generaldirektion der Europäischen Kommission. Die 2020 errichtete Generaldirektion ist Andrius Kubilius als Kommissar für Verteidigung und Weltraum zugeordnet. Leiter der Behörde ist seit Januar 2020 der Finne Timo Pesonen.